# 輝石岩

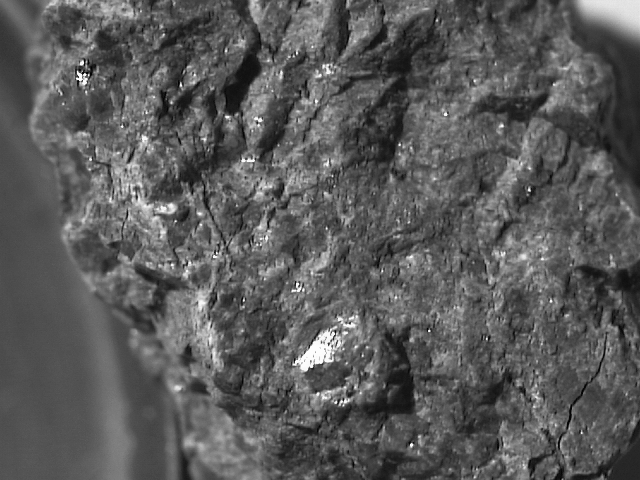
由斜方辉石岩组成的陨石

辉石岩是一种火成岩，主要由辉石组成，其辉石含量为90%-100%，深颜色，粒状结构，只含有少量的橄榄石、角闪石、黑云母、铬铁矿或磁铁矿、钛铁矿等。辉石岩经热液蚀变后可以形成纤维状蛇纹石（或绢石），根据其含有不同的辉石，可分为：
- 斜方辉石岩；
- 单斜辉石岩；
- 二辉岩；以上两种辉石都存在；
- 黑云母辉石岩；
- 角闪石辉石岩。

辉石岩伴生的矿物一般有铬、镍、钴、铂等。